# The Dynamite Daze
The Dynamite Daze ist ein deutsches Bluesrock-Quartett um den Sänger Theuderich Metzger. Ihre Musik ist am ehesten als Garagen- oder Krautblues zu bezeichnen.  Seit 2010 waren sie die feste Begleitband für den am 25. Februar 2012 verstorbenen Iverson Minter Louisiana Red.  Der Name Dynamite Daze resultiert aus einem Plattentitel des 2004 verstorbenen, in Deutschland (Nürnberg) lebenden Musikers Kevin Coyne. Das Wortspiel Dynamite Daze bedeutet sowohl ‚geistige Verwirrung‘ als auch ‚explosive Zeiten‘.

## Besetzung
Seit den 1970er Jahren sind die Musiker in verschiedenen Besetzungen aktiv:
- Schlagzeug, Perkussion:  Colin Jamieson (bis 2019)

Colin Jamieson spielte in den 1980er Jahren mit Highlander, Country Joe McDonald, Bill Ramsey und Ted Herold. Er hatte zahlreiche Engagements als Begleitmusiker bei Blues- und Rockgruppen mit Axel Zwingenberger, Oskar Klein, Message etc.
- Gitarre:  Martin Czemmel

Martin „Professor“ Czemmel war in den 1980er Jahren Gründer der Band Maisha Grant and The Bluesfeeling und begleitete in den 1990er Jahren Eddie C. Campbell und Luther Allison. Er studierte am GIT in Los Angeles bei Mike Stern.
- Bass:  Andrea Tognoli (bis 2016)

Der Mailänder Andrea Tognoli tourte in den 1980er Jahren weltweit mit den italienischen Popstars Toto Cutugno und Drupi und spielte mehrere Platten mit ihnen ein. Er war Bassist bei Little Roger & The Houserockers und spielte in Richard Bargels Küppersclub Hausband
- Vocals, Harmonika:  Theuderich Metzger

Der Sänger und Mundharmonikaspieler begleitete die US-Amerikaner Aron Burton und Angela Brown. Er tourte schon in den 1990er Jahren mit Louisiana Red. 1996 war er Mitgründer der Band Mello Yellow, aus der letztendlich The Dynamite Daze hervorgingen.

## Geschichte

### Die Entstehung
The Dynamite Daze wurden im Jahre 2010 gemeinsam von den vier Bandmitgliedern aus der Formation The Boogaloo Kings gegründet. Ziel war es, mit ausschließlich eigenen Kompositionen einen persönlichen musikalischen Stil zu kreieren. Als Vorlage diente dabei Musik wie die von Screamin Jay Hawkins, Tom Waits oder Captain Beefheart. Man kreuzte die Stile mit klassischem Bluesrock und entwickelte in den folgenden Jahren das entsprechende Konzertprogramm. Schon im ersten Jahr hatte The Dynamite Daze über 50 Auftritte in Deutschland und den Nachbarländern.

### The Xtraordinary Tour 2013–2016
In den Jahren 2010 bis 2013 schrieben die vier über 40 neue Songs. In Zusammenarbeit mit dem Label Stormy Monday Records veröffentlichten sie 20 der Stücke auf den beiden Alben Scarecrows On Rampage und Tango With The Devil. Ihr Liveprogramm bestreiten The Dynamite Daze auf ihrer Xtraordinarytour seither mit Titeln aus den beiden Alben und Stücken aus ihrer Anfangszeit. Das Musikmagazin Gitarre und Bass bezeichnete ihre Musik als eine Mischung aus Paul Butterfield und Andy Warhols Factory. Nachdem Colin Jamieson und Theuderich Metzger im Sommer 2015 ihren 20-jährigen gemeinsamen musikalischen Weg gefeiert hatten, beschloss die Band Colin Jamieson als Namensgeber und Alterspräsident der Dynamite Daze einzusetzen. Man nannte die Gruppe kurzerhand in Colin Jamieson’s Dynamite Daze um. Seit Ausscheiden Jamiesons im Jahre 2019 nennt sich die Band wieder The Dynamite Daze.

## Diskografie
- Greatest Hits, Audio-CD, 30. April 2010, Label, Inakustik
- Scarecrows On Rampage, Label Stormy Monday Records, 2011, Blues & Soul
- Tango With the Devil,  Label Stormy Monday Records, 2013, Bluesrock
- Phone Call From The Dive, ohne Label